# Mohsen
Mohsen (arabisch محسن, DMG Muḥsin; persisch محسن) ist ein arabischer und persischer männlicher Vorname mit der Bedeutung „ein mildtätiger Mensch“. Eine weitere Form des Namens, die auch im Türkischen auftritt, ist Muhsin.

## Namensträger

### Vorname
- Mohsen Biranvand (* 1981), iranischer Gewichtheber
- Mohsen Fachrisadeh (1958–2020), iranischer Kernphysiker
- Mohsen Farahvashi (* 1947), iranischer Ringer
- Mohsen Kadivar (* 1959), iranischer schiitischer Geistlicher
- Mohsen Makhmalbaf (* 1957), iranischer Filmregisseur und Autor
- Mohsen Mirdamadi (* 1955), iranischer Politiker und Journalist
- Mohsen Namjoo (* 1976), iranischer Sänger und Musiker
- Mohsen Rezai (* 1954), iranischer General und Politiker
- Mohsen Sadr (1866–1962), iranischer Politiker
- Mohsen Schekari (1999–2022), iranisches Justizopfer
- Mohsen Shadi Naghadeh (* 1988), iranischer Ruderer
- Mohsen Torky (* 1973), iranischer Fußballschiedsrichter

### Zwischenname
- Ali Mohsen al-Ahmar, jemenitischer Generalmajor
- Joseph Mohsen Béchara (1935–2020), libanesischer Geistlicher, Erzbischof von Antelien
- Mohammad Mohsen Emami (17./18. Jahrhundert), Kalligraf der Safawiden-Ära

### Familienname
- Ali Mohsen (Fußballspieler) (1940–1994), ägyptisch-jemenitischer Fußballspieler
- Karim Abdel Mohsen (* 1979), ägyptischer Wasserballspieler
- Marwan Mohsen (* 1989), ägyptischer Fußballspieler
- Salah Mohsen (* 1998), ägyptischer Fußballspieler